# La Jura
La Jura è un'opera lirica scritta da Gavino Gabriel intorno al 1913 lo stesso anno e quello successivo la presentò al teatro Filangieri di Torino ed al Lyceum di Milano. Nel 1928 fu rappresentata a Cagliari ed il 23 aprile 1958 fu rappresentata al Teatro San Carlo a Napoli. Nel novembre 2015 al Teatro Lirico di Cagliari venne eseguita la prima esecuzione assoluta dell'ultima versione della partitura (1959).

## Trama

### Quadro Primo: La sagra
Ogni anno, a settembre, la sagra della Madonna del Rimedio richiama nella chiesetta della Gallura una gran folla da tutto il circondario. Nel sagrato e ai margini del bosco, tra i capanni dove si vendono torrone, dolciumi e merci di ogni tipo, la festa campestre si accende di canti, danze, gare di poesia e destrezza. È l’occasione da tutti attesa per incontrarsi e contrattare bestiame, terreni e matrimoni. Sta per finire la funzione religiosa del mattino, o Missa Manna. Dall’interno del tempio si sentono le ultime note della tàsgia, il coro tradizionale gallurese.
Anghilesa Furitta, che fa da madre ad Anna, avverte la giovane che il suo innamorato, il poeta-cantore Cicciottu Jacòni, vuole vederla. Il sentimento che lega i giovani è segreto perché il padre di Anna, Gjompaulu Filianu, ha destinato la ragazza al ricco pastore Battista Burédda, da tutti considerato il fidanzato ‘ufficiale’ della fanciulla. 
Il dialogo sommesso tra le due donne è origliato da Pasca, che considera Anna d’ostacolo alle nozze riparatrici con Burédda, suo amante. 
Il luogo prescelto per l’appuntamento è dietro i macigni delle Conche, dove Anna andrà accompagnata dalla sorella adottiva Matalena che a sua volta, in silenzio e con pena, ama Burédda.

### Quadro Secondo: Le conche
Pasca raggiunge le Conche, gli enormi massi di granito fra sugheri e lecci. Convinta che Anna incontri Burédda, piena di gelosia aspetta di sorprendere la coppia per provocare uno scandalo. All’appuntamento arriva invece Jacòni, che esorta la sua amata a ribellarsi allo squallido matrimonio di convenienza impostole dal padre. Improvvisamente Filianu, eludendo la vigilanza di Matalena, compare di fronte ai due innamorati. Jacòni non si lascia sopraffare dall’ira del vecchio: chiede la mano di Anna, proclamandosi uomo risoluto e di parola. Per Filianu è l’occasione di dar sfogo al rancore che lo rode da tempo: darà in sposa la figlia al poeta, a patto che lui uccida il suo acerrimo nemico Peppe Medonna. Jacòni interpreta la tremenda proposta che lo trasformerà in assassino come volontà del destino. Pretende però ‘la jura’, il giuramento ordalico tradizionale che impone la morte di chi tradisce la promessa. Filianu posa a terra lo scapolare con le immagini sacre, si inginocchia e giura solennemente. Jacòni, cupo, si scopre il capo; poi stravolto bacia Anna, afferra il fucile e sparisce nel bosco.

### Quadro Terzo: La fontana
Dopo un anno passato in Corsica, Jacòni fa ritorno in Gallura. Il poeta ha lasciato intendere ai suoi compaesani di aver trascorso il lungo periodo occupato in commerci. Solo Filianu sa che il soggiorno nell’isola francese gli è servito per costruirsi un alibi. Un mese dopo la partenza, Jacòni ha attraversato nottetempo le Bocche di Bonifacio, ha compiuto il delitto che Filianu gli ha commissionato – l’uccisione del suo avversario Peppe Medonna – ed è tornato in Corsica. Ora è giunto finalmente il momento di ricongiungersi ad Anna, in base agli accordi stretti con il padre della sua innamorata.
Mentre il ragazzo si rinfresca alla fontana sopraggiunge Pasca, sconvolta per la perdita della bambina nata dalla sua relazione con Burédda. Tra frasi sconnesse, la poveretta informa Jacòni delle imminenti nozze del suo amante Burédda con Anna. Jacòni resta folgorato dalla rivelazione. Sulle prime cerca di convincersi che quelle parole siano solo il delirio di una donna fuori di sé, ma poi è costretto ad arrendersi alla realtà. Passa un gruppo di pastori che accompagna Burédda allo stazzo di Filianu per organizzare la pricunta, ossia la domanda di matrimonio secondo il rituale gallurese. Con il cuore in tumulto, leggendo negli eventi il segno del destino, il poeta accetta di cantare per gli sposi la ‘canzone a ballo’ che gli ha ispirato la fontana.

### Quadro Quarto: La pricunta
Nello stazzo di Gjompaulu Filianu fervono i preparativi per il fidanzamento di Anna e Burédda, a cui partecipano i rappresentanti più autorevoli delle due famiglie. Come da tradizione, gli uomini armati sono raccolti davanti allo stazzo chiuso. Li capeggiano due poeti-cantori: Frési, l’alligadori che esalta il valore della sposa, e Fascióla, l’omu di la pricunta, il procuratore dello sposo. Dopo il ‘contrasto poetico’ e la presentazione della sposa, è il momento dell’abbracciu, il fidanzamento ufficiale della coppia. Tutti si stringono in cerchio e Jacòni intona la ‘canzone a ballo’, che esprime tutto lo strazio per il suo amore spezzato. Matalena frena a stento i singhiozzi, mentre Anna non regge a tanto dolore e si accascia tra le braccia di Anghilesa. Le donne interpretano il malore come il presagio di un'imminente sventura e preparano uno scongiuro contro il ‘malocchio’. Nella confusione generale, Jacòni approfitta per uscire furtivamente dallo stazzo. Improvvisamente rintrona un colpo d’archibugio; Jacòni rientra correndo nello stazzo e chiede notizie di Filianu. Un gruppo di pastori sopraggiunge dal bosco, portando il corpo di Filianu ferito a morte; prima di spirare, il vecchio riesce a mormorare che la giustizia di Dio si è compiuta. 

### Quadro Quinto: La zidda
È passato un anno dall’omicidio di Filianu, che la gente del paese ha interpretato come una vendetta dei familiari di Peppe Medonna. Anna ha disdetto le nozze con Burédda, che si è unito a Matalena. Chiusa nella sua casa dove arde la zidda, il focolare, la ragazza tormentata dalla solitudine si dibatte tra l’amore e l’orrore per Jacòni, che sa essere l’assassino del padre. Anghilesa però non si lascia travolgere dall’odio per il poeta, ma anzi interpreta le sue azioni come uno strumento della volontà divina. Incoraggiato dalla donna, Jacòni chiede ad Anna di non opporsi al compimento del destino, che vuole la loro unione; e finalmente la ragazza si abbandona tra le sue braccia.

## Struttura dell'opera

### Quadro I - La festa della Madonna del Rimedio
- Preludio
- E cci salvia da l'arrori (Coro)
- Chi corro la lombata? (Burédda, Jaconi, Coro)
- Al torrone! Al torrone! (Coro)
- Egli ti vuole parlare. (Anghilesa, Anna, Tre voci interne)

### Quadro II - Le conche della Madonna del Rimedio
- Qui verranno. (Pasca)
- Sorella mia, tu sai come l'ira del padre è disfrenata (Anna, Matalena, Jaconi)
- La invochi tu qui? (Gjompàulu, Anna, Jaconi)
- O inferno!... Infinito mare di sangue (Jaconi)
- L'avrai. Hai le medaglie? (Giompàulu, Jaconi, Anna)
- Cca mmi lla dìa dì (Coro)

### Quadro III - La fontana
- Un anno!... Un sogno d'un àttimo! (Jaconi)
- Cerco e cerco ancora (Pasca)
- In te s'inserra Il demonio? (Jaconi, Pasca)
- Palchì nno ttòrri (Una voce di pastore)
- Giuramento! (Jaconi)
- Bevenuto, Jaconi. (Burédda, Jaconi, Fasciola, Coro)
- O sogno divino che duri nel core! (Jaconi)
- Luna, cchi dai sprandori (Giompàulu, Jaconi, Anna)

### Quadro IV - La pricunta
- Febbre sorda ha Matalena (Coro, Anghilesa, Anna)
- Non temere. (Anna, Gjompàulu, Matalena)
- Galantuomini, andate alla ventura? (Ciccittu, Fasciola)
- Hai tu canzoni? (Coro, Ciccittu, Fasciola, Jaconi, Buredda, Anna)
- Nno vval' amà un cori ch'è fugliatu! (Jaconi, Coro)
- Vèrgine del Rimèdio (Coro, Matalena, Anghilesa, Jaconi, Buredda, Gjompaulu, Pasca)

### Epilogo
- Curaggju, bibbinnadori (Voce di Vendemmiatrice, Anna)
- Tu m'ai chimata, figliola! (Anghilesa, Anna)
- Anna. / Tu?! (Jaconi, Anna)